# Entephria ursata
Entephria ursata là một loài bướm đêm trong họ Geometridae.